# Macheren
Macheren és un municipi francès, situat al departament del Mosel·la i a la regió del Gran Est. L'any 2007 tenia 2.944 habitants.

## Demografia

### Població
El 2007 la població de fet de Macheren era de 2.944 persones. Hi havia 1.093 famílies, de les quals 203 eren unipersonals (83 homes vivint sols i 120 dones vivint soles), 350 parelles sense fills, 447 parelles amb fills i 93 famílies monoparentals amb fills.
La població ha evolucionat segons el següent gràfic:
Habitants censats

### Habitatges
El 2007 hi havia 1.156 habitatges, 1.110 eren l'habitatge principal de la família, 3 eren segones residències i 43 estaven desocupats. 784 eren cases i 366 eren apartaments. Dels 1.110 habitatges principals, 720 estaven ocupats pels seus propietaris, 254 estaven llogats i ocupats pels llogaters i 135 estaven cedits a títol gratuït; 2 tenien una cambra, 29 en tenien dues, 82 en tenien tres, 191 en tenien quatre i 806 en tenien cinc o més. 1.010 habitatges disposaven pel capbaix d'una plaça de pàrquing. A 456 habitatges hi havia un automòbil i a 585 n'hi havia dos o més.

### Piràmide de població
La piràmide de població per edats i sexe el 2009 era:
| Homes | Edats   | Dones |
| ----- | ------- | ----- |
| 0     | 95 o +  | 0     |
| 4     | 90 a 94 | 4     |
| 4     | 85 a 89 | 8     |
| 8     | 80 a 84 | 8     |
| 28    | 75 a 79 | 32    |
| 40    | 70 a 74 | 44    |
| 56    | 65 a 69 | 76    |
| 52    | 60 a 64 | 68    |
| 60    | 55 a 59 | 36    |
| 116   | 50 a 54 | 124   |
| 108   | 45 a 49 | 88    |
| 148   | 40 a 44 | 160   |
| 108   | 35 a 39 | 160   |
| 108   | 30 a 34 | 88    |
| 56    | 25 a 29 | 88    |
| 60    | 20 a 24 | 80    |
| 148   | 15 a 19 | 132   |
| 112   | 10 a 14 | 148   |
| 64    | 5 a 9   | 104   |
| 68    | 0 a 4   | 68    |

## Economia
El 2007 la població en edat de treballar era de 2.027 persones, 1.337 eren actives i 690 eren inactives. De les 1.337 persones actives 1.170 estaven ocupades (602 homes i 568 dones) i 167 estaven aturades (61 homes i 106 dones). De les 690 persones inactives 241 estaven jubilades, 202 estaven estudiant i 247 estaven classificades com a «altres inactius».

### Ingressos
El 2009 a Macheren hi havia 1.111 unitats fiscals que integraven 2.965 persones, la mediana anual d'ingressos fiscals per persona era de 18.970 €.

### Activitats econòmiques
Dels 91 establiments que hi havia el 2007, 2 eren d'empreses alimentàries, 5 d'empreses de fabricació d'altres productes industrials, 19 d'empreses de construcció, 25 d'empreses de comerç i reparació d'automòbils, 4 d'empreses de transport, 5 d'empreses d'hostatgeria i restauració, 2 d'empreses financeres, 4 d'empreses immobiliàries, 10 d'empreses de serveis, 10 d'entitats de l'administració pública i 5 d'empreses classificades com a «altres activitats de serveis».
Dels 23 establiments de servei als particulars que hi havia el 2009, 1 era un taller de reparació d'automòbils i de material agrícola, 1 taller d'inspecció tècnica de vehicles, 6 paletes, 1 guixaire pintor, 1 fusteria, 2 lampisteries, 2 electricistes, 2 perruqueries, 6 restaurants i 1 saló de bellesa.
Dels 11 establiments comercials que hi havia el 2009, 1 era una gran superfície de material de bricolatge, 2 fleques, 1 una fleca, 1 una llibreria, 3 botigues de mobles, 1 una botiga de material de revestiment de parets i terra i 2 floristeries.
L'any 2000 a Macheren hi havia 11 explotacions agrícoles que ocupaven un total de 786 hectàrees.

## Equipaments sanitaris i escolars
L'únic equipament sanitari que hi havia el 2009 era una ambulància.
El 2009 hi havia 1 escola maternal i 1 escola elemental.

## Poblacions més properes
El següent diagrama mostra les poblacions més properes.